# Ruční práce

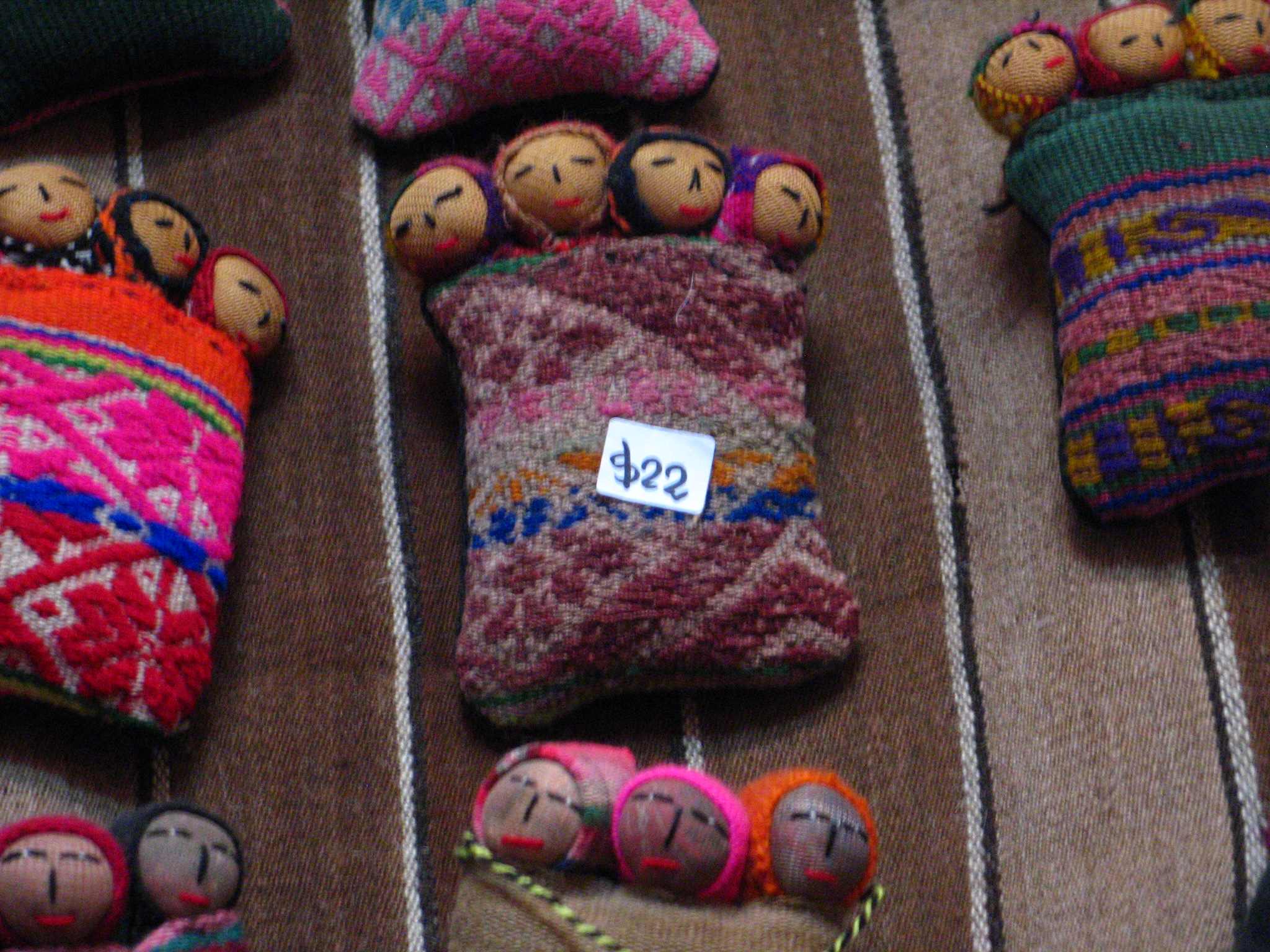
Ruční práce

Vznik ručních prací bezpochyby souvisí s lidskou touhou zdobit sebe, svůj oděv i své příbytky. Zdobených oděvů se z dávné historie mnoho nezachovalo, ale potřebu zdobit dokládají různé spony, tlačítka, jehlice apod. Jedním z dokladů může být i zbytek háčkované síťky na vlasy nalezené při archeologickém hledání v hrobech z doby bronzové.
Kolem roku 1850 se pomocí delší ocelové jehlice háčkovaly prýmky. Prýmky se různě stáčely jako stužky a spojovaly se háčkováním. Často se háčkovaly i napodobeniny renesančních šitých krajek.
Obliba některých druhů ručních prací se znovu vrací, řada ručně dělaných ozdobných doplňků je v současnosti velmi módní.Ruční práce se také vyučují na základních školách.

## Háčkování

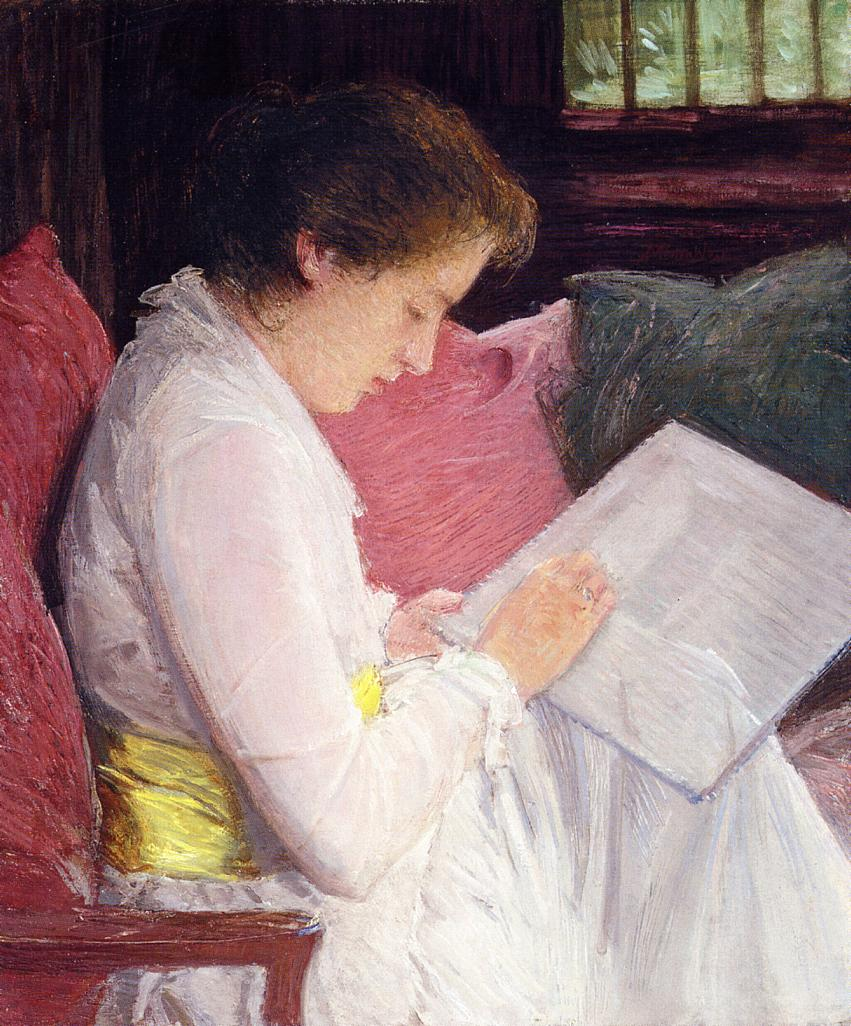
Malba zachycuje ženu při vyšívání

Háčkování má výhodu, že se nedá vykonat strojem, tedy ještě do nedávna nedalo. K háčkování stačí pouze jeden háček (krátké jehlice s malým háčkem na konci) a klubíčko příze. Princip háčkování spočívá ve vytváření/provlékání smyček/ok pomocí háčku, kdy vzniká takzvaný řetízek a zároveň první řada, která většinou určuje i počáteční šířku úpletu. Potom tam, kde se skončilo, se háčkem otáčíme a první řadou smyček protahujeme smyčku po smyčce řadu druhou. (jednotlivým smyčkám se říká oko). V tuto chvíli se háčkování stává také náročnější, smyčkou už další jednoduchou smyčku jen neprotahujeme, ale smyčky první a druhé řady lze různě kombinovat, techniky splétání smyček mají své názvy. Mezi ty základní patří řetízkové oko, pevné oko, krátký a dlouhý sloupek. Z ozdobných technik třeba křížový sloupek, nahazovaný sloupek, pecičky, pikotky. Na vybraných místech každé řady lze tímto specifickým splétáním oček určovat šířku a vzorky úpletu. Lze uháčkovat různý tvar - kruh - dečka, límeček, rukavičky, bačkůrky, ozdoby. Háčkují se hračky- hlavně zvířátka. Háčkování je velmi zábavné a uklidňující.

## Pletení
Pletení je háčkování podobné a dá se předpokládat, že pletení a háčkování vznikalo současně. U pletení provlékáte oka pomocí dvou pletacích jehlic, řada ok se provléká z jedné na druhou jehlici. Tato technika je sice přesnější, ale také těžší než háčkování. Plést můžeme na dvou jehlicích, kdy pleteme tam a zpět, na 5 jehlicích do kruhu (rukavice, čepice, rukávy, ponožky), kdy 4 jehlice nesou oka a pátou jehlicí pleteme dokola, nebo na dvou (kruhové jehlice), což jsou dvě jehlice propojené silonovou nití. Tento způsob je hodně rozšířený v severských zemích (Norsko, Island...) kde pletou i muži.
Při strojové výrobě se postupuje odlišně. Velkou výhodou je vyšší rychlost vytváření úpletů. Za nevýhodu pletacích strojů se označuje jejich přesnost - jedno očko je jako druhé. Ale díky tomu zde je i velmi jednoduché řešení, aby bylo poznat, že jste například oděv pletli Vy a ne stroj. Stačí pouze jedno oko vynechat, či přidat. Jednoduše udělat malou chybu.

## Vyšívání
Vyšívání má mnoho stylů, dělí se podle typů stehů, mezi základní stehy patří křížkový a jednoduchý. Pro vyšívání postačuje mít jehlu, bavlnku či barevnou nit a tkaninu nebo oděv na který budete vyšívat motiv podle vybrané předlohy.

## Indické korálkování
Poslední dobou čím dál víc stoupá na oblibě takzvané indické korálkování - vytváření barevných motivů nebo obrazců našíváním korálků. Je možné, že k oblibě této techniky přispívá její exotičnost - dostala se k nám z Indie. Indové mají velice rádi barevné a blýskavé věci, proto je tato technika v Indii tak často využívaná.
Když si zakoupíte např. bílou látku a sadu malých, barevných, skleněných korálků, můžete začít. Stejně jako u vyšívaní potřebujete také jehlu a nit. Indické korálkování má výhodu v tom, že stačí pouze jedna pevná nit bez dalších barevných odstínů. Nit stejně není příliš vidět - vhodný je i vlasec.
Když začínáme s Indickým korálkování může někdy vzniknout pár omylů:
1. Není hezké, když je na jeden steh více než jeden korálek! Pravidlo zní: JEDEN STEH = JEDEN KORÁLEK
2. Ze začátku používejte indické korálkování pouze na jednoduché motivy, což znamená: - vykorálkování obrysů, očí apod. Teprve když už jste „mistrem řemesla“, pak si můžete vyzkoušet vykorálkování celého objektu.

## Další techniky
Toto je základ některých ručních prací s jehlou, jehlicí, nití a vlnou. Dále samozřejmě existuje široké spektrum dalších ručních prací jako například:
1. ubrousková technika
2. batikování
3. malba na hedvábí aj.